# 1626 en littérature
| Années de la littérature : 1623 - 1624 - 1625 - 1626 - 1627 - 1628 - 1629    |
| Décennies de la littérature : 1590 - 1600 - 1610 - 1620 - 1630 - 1640 - 1650 |

Cet article présente les faits marquants de l'année 1626 en littérature.

## Événements
- 13 mars : le Parlement de Paris condamne au feu l’ouvrage du jésuite Antonio Santarelli Tractatus de haeresi et de potestae romani pontificis[1].
- 4 avril : la faculté de théologie de Paris censure le Tractatus d’Antonio Santarelli à cause des thèses ultramontaines qu’il soutient[2].

## Parutions
- Francisco de Quevedo, Historia de la vida del Buscón, Zaragoza, Pedro Verges, 1626 (présentation en ligne), (« El Buscón, la Vie de l’aventurier don Pablo de Ségovie ») roman picaresque.

## Naissances
- 5 février : Madame de Sévigné, femme de lettres française († 17 avril 1696).

## Décès
- 9 avril : Francis Bacon, philosophe, homme politique et écrivain anglais (° 22 janvier 1561).
- 25 septembre : Théophile de Viau, poète et dramaturge baroque français (° 1590).